# Partido de Nueve de Julio
Partido de Nueve de Julio är en kommun i Argentina.   Den ligger i provinsen Buenos Aires, i den centrala delen av landet, 260 km väster om huvudstaden Buenos Aires. Antalet invånare är 46 000.
Trakten runt Partido de Nueve de Julio består till största delen av jordbruksmark. Runt Partido de Nueve de Julio är det glesbefolkat, med 11 invånare per kvadratkilometer.